# 丰特奥韦胡纳
丰特奥韦胡纳，是西班牙安达卢西亚自治区科尔多瓦省的一个市镇。总面积591平方公里，总人口5715人（2001年），人口密度10人/平方公里。